# Jeon Mi-seon
Đây là một tên người Triều Tiên, họ là Jeon.
Jeon Mi-seon (7 tháng 12 năm 1970 – 29 tháng 6 năm 2019) là một nữ diễn viên người Hàn Quốc.

## Tiểu sử
Jeon Mi-seon sinh ngày 7 tháng 2 năm 1970 tại Seoul, Hàn Quốc – 29 tháng 6 năm 2019 tại Jeonju, Hàn Quốc.

## Sự nghiệp
Jeon Mi-seon được biết đến nhiều nhất với tư cách là diễn viên phụ trong các bộ phim và phim truyền hình như Hồi ức kẻ sát nhân (2003), Mặt trăng ôm mặt trời (2012), và Trò chơi trốn tìm (2013), Jeon Mi-seon cũng đóng vai chính trong Tình yêu là một điều điên rồ (2005).

## Đời tư
Năm 2006, Jeon Mi-seon kết hôn với đạo diễn Park Sang-hoon và họ đã có một con trai tên là Park Se-young.

## Qua đời
Vào khoảng 11 giờ 45 phút ngày 29 tháng 6 năm 2019, Jeon Mi-seon được quản lý của cô phát hiện ngã gục trong phòng tắm của một khách sạn ở Jeonju. Jeon Mi-seon đã có kế hoạch đi nghỉ dưỡng kết hợp diễn kịch kéo dài hai ngày tại Jeonju trước đó. Sau khi Jeon Mi-seon được gửi đến bệnh viện, cô đã ngừng thở và nhịp tim ngừng đập. Cảnh sát đánh giá sơ bộ về vụ tự tử và kết luận rằng thời gian tự sát là khoảng hai giờ sáng. Cảnh sát tiết lộ rằng một người thân họ hàng gần gũi của Jeon Mi-seon mới qua đời và mẹ cô bị ốm trên giường. Kết quả là gần đây cô đã có xu hướng bị trầm cảm.

## Danh sách phim

### Phim
| Năm  | Phim                                  | Vai                    |
| ---- | ------------------------------------- | ---------------------- |
| 1990 | Well, Let's Look at the Sky Sometimes | Eun-kyung              |
| 1991 | Theresa's Lover                       | Jin-hee                |
| 1993 | No Emergency Exit                     | Eun-ji                 |
| 1994 | Sado Sade Impotence                   | Young-mi               |
| 1994 | The Young Man                         | Jin-yi                 |
| 1998 | Giáng sinh tháng Tám                  | Ji-won                 |
| 2001 | Bungee Jumping of Their Own           | Vợ của Seo In-woo      |
| 2003 | Hồi ức kẻ sát nhân                    | Kwak Seol-young        |
| 2004 | A Wacky Switch                        | Vợ cũ của Lee Dong-hwa |
| 2005 | Tình yêu là một điều điên rồ          | Eo-jin                 |
| 2006 | Mission Sex Control                   | Soon-yi                |
| 2008 | Chuyện Tình Anh Khờ                   | Mẹ của Seung-ryong     |
| 2009 | Điệp viên cảnh sát                    | Vợ của Park Jong-ki    |
| 2009 | On Next Sunday                        | Mẹ của Choi So-ra      |
| 2009 | Người mẹ                              | Mi-seon                |
| 2009 | The Executioner                       | Yoon-sun               |
| 2010 | Wedding Dress                         | Ji-hye                 |
| 2011 | Funny Neighbors                       | Jo Mi-ra               |
| 2011 | A Piano on the Sea                    |                        |
| 2013 | Trò chơi trốn tìm                     | Min-ji                 |
| 2016 | The Last Ride                         | Mẹ của Go-hwan         |
| 2017 | My Last Love                          | Hwa-yeon               |
| 2019 | The King's Letters                    | Hoàng hậu Sohun        |

### Phim truyền hình
| Năm  | Phim                                    | Vai                         | Kênh truyền hình |
| ---- | --------------------------------------- | --------------------------- | ---------------- |
| 1986 | MBC Best Theater "What Is Santa Claus?" |                             | MBC              |
| 1988 | Land                                    | Lee Bong-soon               | KBS1             |
| 1988 | Encounter                               |                             | MBC              |
| 1989 | Country Diaries (until 2002)            | Sook-yi                     | MBC              |
| 1990 | Years of Ambition                       |                             | KBS2             |
| 1991 | West Wind                               |                             | KBS2             |
| 1991 | Eyes of Dawn                            | Oh Soon-ae                  | MBC              |
| 1992 | To Give Over Campfire                   | Kang Soo-hee                | SBS              |
| 1994 | Eldest Sister                           |                             | MBC              |
| 1996 | Until We Can Love                       | Lee Yoo-mi                  | KBS2             |
| 1996 | Drama Game "Stronger Than Death"        | Mo-ran                      | KBS2             |
| 1996 | MBC Best Theater "Sallie and Suzie"     | Suzie                       | MBC              |
| 1998 | MBC Best Theater "설사약 권하는 사회"   | Người phụ nữ chưa chồng     | MBC              |
| 1998 | Hometown Legends "Gokseong Tomb"        |                             | KBS2             |
| 1999 | MBC Best Theater "Destiny"              | Bà Kang                     | MBC              |
| 2000 | Emperor Wang Gun                        | Vương hậu Sinmyeongsunseong | KBS1             |
| 2002 | Miss Mermaid                            | Jin Sun-mi                  | MBC              |
| 2002 | Rustic Period                           | Park Gye-sook               | SBS              |
| 2003 | Screen                                  | Park Joo-young              | SBS              |
| 2003 | Briar Flower                            | Kim Soo-ok                  | KBS1             |
| 2006 | Hwang Jini                              | Jin Hyun-geum               | KBS2             |
| 2006 | My Love                                 | Đồng nghiệp của Jang Mi-ran | SBS              |
| 2008 | East of Eden                            | Lee Jung-ja                 | MBC              |
| 2009 | The Accidental Couple                   | Cha Yun-kyung               | KBS2             |
| 2010 | King of Baking, Kim Takgu               | Kim Mi-sun                  | KBS2             |
| 2011 | Royal Family                            | Im Yoon-seo                 | MBC              |
| 2011 | Ojakgyo Family                          | Kim Mi-sook                 | KBS2             |
| 2011 | Girl K                                  | Cha In-sook                 | Channel CGV      |
| 2011 | Poseidon                                | Park Min-jung               | KBS2             |
| 2012 | Moon Embracing the Sun                  | Jang Nok-young              | MBC              |
| 2012 | The Thousandth Man                      | Gu Mi-seon                  | MBC              |
| 2012 | Five Fingers                            | Song Nam-joo                | SBS              |
| 2013 | Pure Love                               | Kim Sun-mi                  | KBS2             |
| 2013 | Passionate Love                         | Yang Eun-sook               | SBS              |
| 2014 | The Full Sun                            | Baek Nan-joo                | KBS2             |
| 2015 | More Than a Maid                        | Lady Yoon                   | JTBC             |
| 2015 | Who Are You: School 2015                | Song Mi-kyung               | KBS2             |
| 2015 | The Return of Hwang Geum-bok            | Hwang Eun-sil               | SBS              |
| 2015 | Reply 1988                              | Adult Sung Bo-ra            | tvN              |
| 2015 | Six Flying Dragons                      | Mẹ của Boon-yi              | SBS              |
| 2016 | The Unusual Family                      | Shim Sun-ae                 | KBS1             |
| 2016 | Mirror of the Witch                     | Bà Son, mẹ kế của Heo-Jun   | JTBC             |
| 2016 | Love in the Moonlight                   | Phu nhân Park               | KBS2             |
| 2017 | Chicago Typewriter                      | Bà Sophia, mẹ của Jeon-seol | tvN              |
| 2017 | The Guardians                           | Park Yoon-hee               | MBC              |
| 2017 | Andante                                 | Mẹ của Shi-kyung            | KBS1             |
| 2017 | Witch at Court                          | Go Jae-suk                  | KBS2             |
| 2017 | Love Returns                            | Gil Eun-jung                | KBS2             |
| 2018 | Tempted                                 | Seol Young-won              |                  |
| 2019 | He Is Psychometric                      | Kang Eun-joo                | tvN              |

### Video âm nhạc
| Năm  | Bài hát              | Nghệ sĩ                   |
| ---- | -------------------- | ------------------------- |
| 2006 | Let's Not Meet Again | Jang Hye-jin              |
| 2014 | 특집 - 불후의 명곡2  | Jeon Mi Seon & Son Jun Ho |

### Phim chiếu rạp
| Năm       | Phim                            | Vai                |
| --------- | ------------------------------- | ------------------ |
| 2009-2014 | Our Mother, 3 Days and 2 Nights | Con gái (Mi-young) |
| 2009      | No Suicides Allowed in Spring   |                    |

### Chương trình truyền hình
| Năm  | Chương trình | Vai trò   | Ghi chú |  |
| ---- | ------------ | --------- | ------- |  |
| 2012 | Running Man  | Khách mời | tập 113 |  |
| 2013 | Running Man  | Khách mời | tập 158 |  |

## Giải thưởng và đề cử
| Năm  | Giải thưởng                                  | Hạng mục                                                     | Được đề cử                    | Kết quả   |
| ---- | -------------------------------------------- | ------------------------------------------------------------ | ----------------------------- | --------- |
| 1994 | 17th Golden Cinematography Awards            | Nữ diễn viên mới xuất sắc nhất                               | Sado Sade Impotence           | Đoạt giải |
| 2003 | 24th Blue Dragon Film Awards                 | Nữ diễn viên phụ xuất sắc nhất                               | Hồi ức kẻ sát nhân            | Đề cử     |
| 2006 | KBS Drama Awards                             | Nữ diễn viên phụ xuất sắc nhất                               | Hoàng Chân Y                  | Đoạt giải |
| 2009 | KBS Drama Awards                             | Nữ diễn viên phụ xuất sắc nhất                               | Chồng hờ vợ tạm               | Đề cử     |
| 2010 | KBS Drama Awards                             | Nữ diễn viên phụ xuất sắc nhất                               | Vua bánh mì                   | Đề cử     |
| 2012 | 5th Korea Drama Awards                       | Nữ diễn viên phụ xuất sắc nhất                               | Mặt trăng ôm mặt trời         | Đề cử     |
| 2012 | 1st K-Drama Star Awards                      | Nữ diễn viên xuất sắc nhất                                   | Mặt trăng ôm mặt trời         | Đề cử     |
| 2012 | MBC Drama Awards                             | Nữ diễn viên vàng xuất sắc                                   | Mặt trăng ôm mặt trời         | Đề cử     |
| 2012 | SBS Drama Awards                             | Nữ diễn viên xuất sắc trong một bộ phim truyền hình nối tiếp | Five Fingers                  | Đề cử     |
| 2013 | 34th Blue Dragon Film Awards                 | Nữ diễn viên phụ xuất sắc nhất                               | Trò chơi trốn tìm             | Đề cử     |
| 2013 | 21st Korean Culture and Entertainment Awards | Nữ diễn viên trong phim xuất sắc                             | Trò chơi trốn tìm             | Đoạt giải |
| 2014 | 34th Golden Cinema Festival                  | Nữ diễn viên phụ xuất sắc nhất                               | Trò chơi trốn tìm             | Đoạt giải |
| 2015 | SBS Drama Awards                             | Nữ diễn viên đặc biệt (phim truyền hình)                     | Sự trở lại của Hwang Geum-bok | Đoạt giải |